# Districtul Antsiranana II
Antsiranana II este un district din regiunea Diana din Madagascar.

## Comune
Districtul este împărțit în 16 comune:
- Andrafiabe
- Andranofanjava
- Andranovondronina
- Anivorano Nord
- Ankarangona
- Anketrakabe
- Antsahampano
- Antsalaka
- Bobasakoa
- Joffreville
- Mahalina
- Mahavanona
- Mangaoka
- Mosorolava
- Ramena
- Sadjoavato